# Wasserturm Löderburg

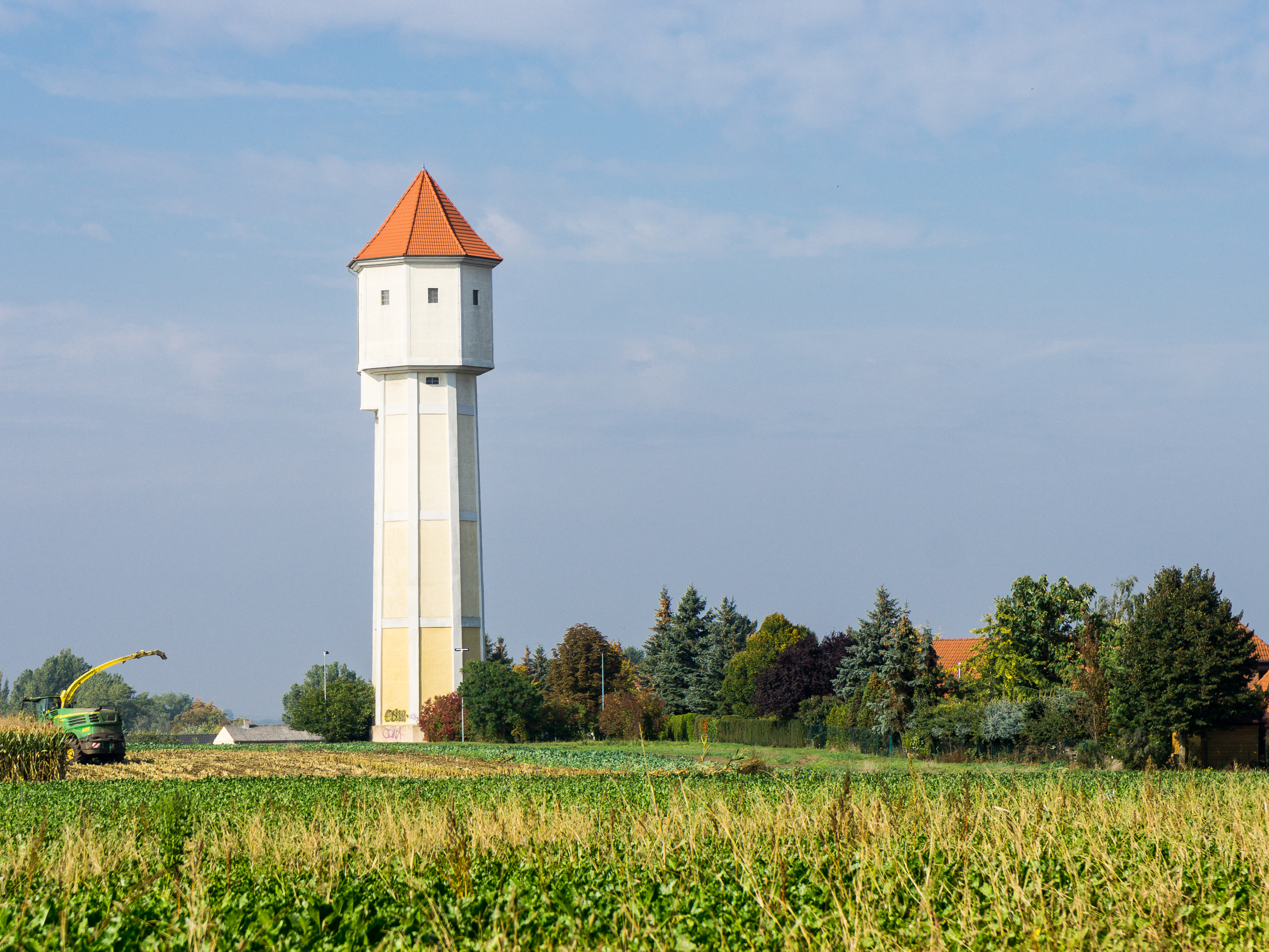
Wasserturm in Löderburg

Der Wasserturm in Löderburg ist ein Hochbehälter in der Stadt Staßfurt im Salzlandkreis in Sachsen-Anhalt. Er gilt als Wahrzeichen Löderburgs.

## Geschichte
Mit der Entdeckung der Staßfurter Kalisalzlagerstätte im 19. Jahrhundert kam es zum wirtschaftlichen Aufschwung der Region. Im Jahr 1926 wurden in Athensleben und Löderburg baugleiche Wassertürme errichtet, da eine Trinkwasserleitung verlegt wurde. Diese wurde notwendig, weil durch den Braunkohletagebau die natürliche Wasserführung zerstört wurde, was zur Versiegung der Dorfbrunnen führte. Die Finanzierung wurde erst 1940 endgültig geklärt. Der Löderburger Turm, der zunächst außerhalb der Ortslage auf dem Mühlenberg stand, wurde ab 1992 mit der Siedlung „Am Wasserturm“, die aus 54 Häusern besteht, näher an den Ort gerückt. Im Jahr 1997 übernahm die Stadt Staßfurt beide Türme, um sie abzureißen, obwohl Löderburg noch nicht eingemeindet worden war, entschied sich dann aber um und baute die Wassertürme zu Aussichtstürmen aus. Am 12. August 1999 wurde der umgenutzte Turm von Löderburg eröffnet.
Die Öffnung des Turmes wird durch das Gemeindeamt gewährleistet, das den Schlüssel aufbewahrt. In den Zwischenetagen wurde der Aufstieg auf den mehr als 100 Stufen durch den Heimatverein mit historischen Bildern von Löderburg aufgewertet. Im Jahr 2020 wurde der Wasserturm saniert, wobei das Außenskelett aus Beton stabilisiert wurde. Zudem wurde er neu gestrichen und die Blitzschutzanlage erneuert.

## Baubeschreibung
Der achteckige Turm am Südrand von Löderburg steht als Baudenkmal unter Denkmalschutz und ist im Denkmalverzeichnis mit der Nummer 094 95820 erfasst. Er ist mit 38 Metern deutlich höher als der optisch äußerst ähnliche Wasserturm Athensleben im Nachbardorf. Im Gegensatz zu diesem ist das Dach heute ohne Fenster, dafür hat auch hier jede der acht Seiten des Behälteraufsatzes ein eigenes Fenster. Die Ecken und einzelnen Etagen wurden farblich leicht hervorgehoben, ebenso die Auskragung des Behälters und seines Daches, so dass neben der vertikalen Gliederung auch eine horizontale besteht.